# Метц (единица измерения)
Метц — (нем. Metzen) — устаревшая австрийская и германская мера сыпучих тел, редко — мера поверхности.
- Австрийский метц = 61,487 литра = 1/30 мюида.
- В Пеште метц = 79,99 литра
- Прусский метц был равен 3,435 литра
- Саксонский метц = 6,499 литра